# Ribadavia (kommunhuvudort)
Ribadavia är en kommunhuvudort i Spanien.   Den ligger i provinsen Provincia de Ourense och regionen Galicien, i den nordvästra delen av landet, 400 km nordväst om huvudstaden Madrid. Ribadavia ligger 96 meter över havet och antalet invånare är 5 495.
Terrängen runt Ribadavia är huvudsakligen kuperad. Ribadavia ligger nere i en dal. Runt Ribadavia är det ganska glesbefolkat, med 39 invånare per kvadratkilometer. Närmaste större samhälle är O Carballiño, 16,8 km norr om Ribadavia. I omgivningarna runt Ribadavia växer i huvudsak blandskog.